# Більскірнір
Більскірнір (давньосканд. Bilskirnir, «світло блискавок») — в германо-скандинавській міфології покої бога Тора, які знаходяться в королівстві Трудванг. Згідно з міфологічною поемою «Мова Ґрімніра» покої Більскірнір розташовані в Асгарді. Вони є найбільшою будівлею в світі в якій розташовано 540 кімнат, кожна з яких є житлом богів.

## Згадки в джерелах
Згадується в пісні «Мова Ґрімніра» з міфологічної частини «Старшої Едди»:
|  | П'ять сотень палат і сорок ще Більскірнір вміщує; з усіх палаців володіє мій син найпросторішим. |

Також згадується в розділі «Видіння Ґюльві» з середньовічного твору «Молодша Е́дда»:
|  | Тоді сказав Ґанґлері: «А як звуть інших богів? І які їхні діяння? І чим вони прославлені?» Високий відповідає: «На їх чолі стоїть Тор, який зветься також Аса-Тор або Еку-Тор. Він найсильніший з усіх богів і людей. Його володіння звуться Трудванг, а палац його називається Більскірнір. У цьому палаці п'ять сотень покоїв і ще сорок. Він більше всіх будинків, що коли-небудь будували люди. |

## Етимологія назви
Значення назви Більскірнір не визначене в повному обсязі. Можливо, частина «bil» означає «терпіти невдачу», «відступити» або «колапс», а частина «skírnir» може тлумачитися як «небо» або «щось уникати». Ціле слово можна визначити як «той, хто не дає пройти», що означає «неприйнятно сильний». (Тут вбачається зв'язок з назвою королівства, де розташований Більскірнір - Трудванг, що визначається як «сила» або «поле сили».)
Але також можливо, що назва походить від частинки «bil» в значенні "короткий момент", а частинка «skírnir» означає «стати видимим» або «загорятися». Виходячи з цього тлумачення, частина «skírnir» стає однаковою за значенням з іменем Скірнір (друг, помічник та слуга бога родючості Фрейра), що означає «сяючий». Виходячи з цих положень, слово Більскірнір може означати «раптове світло блискавки».